# Поджо Браччоліні
Джанфранческо Поджо Браччоліні, Поджо Флорентійський (італ. Gianfrancesco Poggio Bracciolini; 11 лютого 1380, Терранова, поблизу Ареццо — 30 жовтня 1459, Флоренція) — італійський гуманіст, письменник, збирач античних рукописів, каліграф. Вважається автором романського шрифту.

## Біографія
Народився в тосканському містечку Терранова в родини аптекаря, вивчав нотаріальну справу в університеті Флоренції. Заробляв на хліб переписуванням античних рукописів.
Зблизився з гуртком гуманістів, яким керував Салютаті. За рекомендацією останнього 1403 року вступив на службу в римську курію та прослужив тут з перервами до 1453 року. 1417 року виявив повний рукопис Лукреція «Про природу речей», що вважався втраченим після падіння імперії. 1427 року спільно з Козімо Медічі займався розкопками античних руїн в Остії. У Римі далі займався переписуванням античних рукописів на замовлення курії та гуманістів.
З 1453 по 1458 р. обіймав посаду канцлера під Флоренції.
Браччоліні побував у Франції, Німеччині, Швейцарії та Англії, де в бібліотеках монастирів відшукав декілька маловідомих або забутих античних рукописів Вегеція, Марка Манілія, Амміана Марцелліна, Вітрувія, Петронія, а також декілька промов Цицерона, «Виховання оратора» Квінтиліана, «Сільви» Стація, Про сільське господарство Колумелли, та ін.

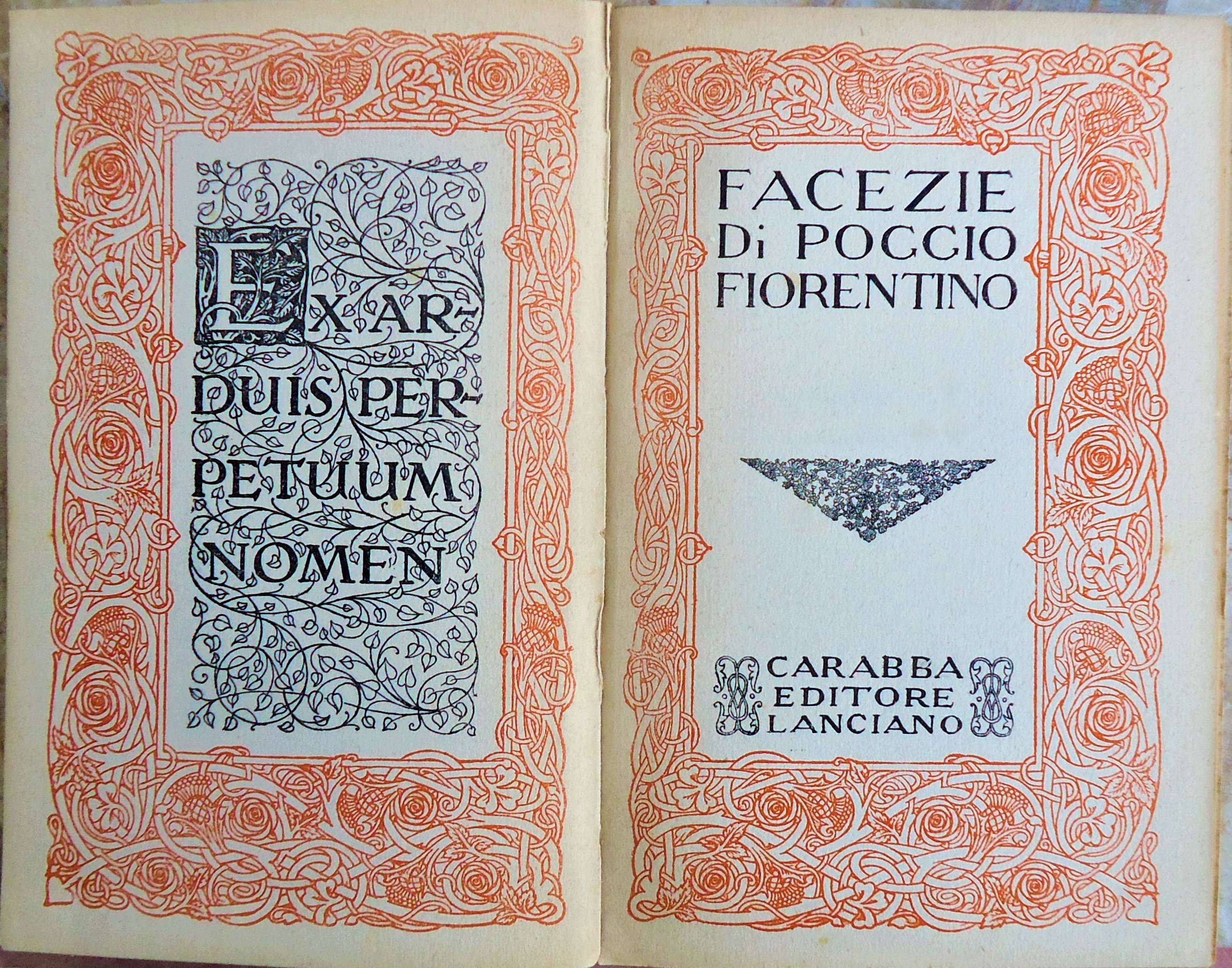
Поджо Браччоліні, Facezie, 1911

## Гуманістичний світогляд
Світогляд Браччоліні близький за концепцією до цивільного гуманізму, він має явно світський характер. Для творів Браччоліні характерна тонка іронія, гострослів'я, злободенність та елегантний еротизм. У своїх творах він виступає за визнання високої суспільної й моральної цінності праці. Гідність особистості він розуміє, як плід її власних зусиль. На противагу християнському аскетизму Браччоліні наполягає на моральній значущості зусиль, спрямованих на збагачення. Він вважав, що багатство може бути матеріальною основою чеснот, якщо воно накопичене працею, чесним шляхом і при цьому не було завдано шкоди іншим людям.

## Творчість
Творча спадщина Браччоліні включає твори на етичні теми, листи, діалог «Проти лицемірів» (1447–1448), що засуджував чернецтво. В 1438–1452 роках Браччоліні написав «Книгу фацецій» (лат. facētia, ae, f. — жарт, дотеп), яка мала значний вплив на розвиток ренесансної й барокової літератури в Європі.
Діалоги Браччоліні цікаві не лише позицією автора, але і як джерела про духовний світ тогочасної інтелектуальної еліти.

## Твори
Діалоги

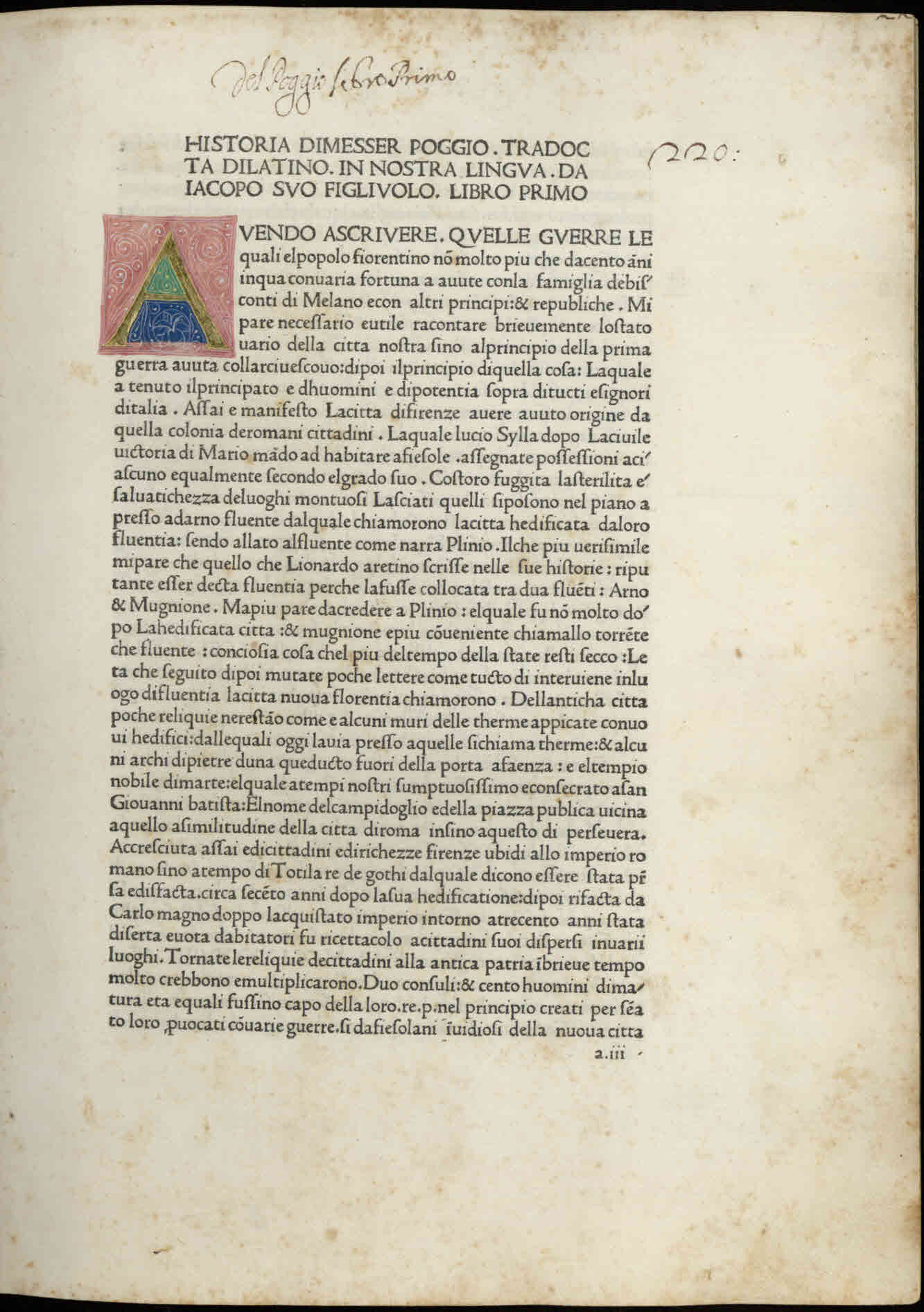
Historia Florentina, 1478

- De avaritia «Про жадібність» (1428–1429)
- An seni sit uxor ducenda «Чи має старий одружуватися?» (1436)
- De nobilitate «Про шляхту» (1440)
- De infelicitate principum «Про нещастя книзя» (1440)
- De varietate fortunae «Про скороминущість щастя» (4 книги, 1448)[2]
  - 1. Опис руїн Риму.
  - 2./3. Долі князів, лицарів, королів, пап, служителів курії.
  - 4. Звіт про подорож до Індії Нікколо ді Конті
- Contra hypocritas «Про позірну святість» (1447–1448)
- Historia tripertita disceptativa convivalis (Drei Dialoge, 1450)[3]
  - 1. Хто має дякувати, гість чи господар.
  - 2. Про більшу важливість медицини у порівнянні з правом.
  - 3. Про питання давньої народної мови.
- De miseria humanae conditionis «Про злидні людського буття» (2 книги, 1455)

Інвективи
- Проти Франческо Філельфо (4 інвективи)
- Проти Томазо Мороні ді Рієті
- Проти Фелікс V (антипапа) (1447)
- Проти Лоренцо Валла (5 інвектив, 1452–1453)
- In fidei violatores (Проти Флорентійського магістрату)

Промови на смерть
Панегірики
- Oratio in laudem legum (1436 або 1440)[5]
- Oratio in laudem rei publicae Venetorum (1459)
- Oratio in laudem matrimonii

Збірник уривків та анекдотів
- Liber facetiarum oder Confabulationes / Книга фацецій (1438–1452)

Історичні праці
- Historiae florentini populi. Poggios Sohn Jacopo übersetzte dieses Werk, das Poggio unvollendet hinterließ, auf Italienisch. Es behandelt die Geschichte Florenz’ bis zum 23. Januar 1455.[6]

Листи
Збереглося 558 листів, адресованих 172 різним адресатам. Сам Поджіо видав три збірки листів: 1436, 1438 (розширене видання 1445), а також ще одне видання в шести книгах, яке охоплювало період з 1445 до 1455 року. Сьома книга охоплює листування до його смерті.
Переклади з грецької
- Кіропедія Ксенофона (1443–1447)
- Діодор (1449) перші 5 книг
- Лукіан (1455)